# Idea jasonia
Idea jasonia är en fjärilsart som beskrevs av John Obadiah Westwood 1848. Idea jasonia ingår i släktet Idea och familjen praktfjärilar. Inga underarter finns listade i Catalogue of Life.

## Bildgalleri

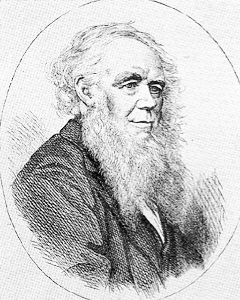